# Åmmebergs herrgård
Åmmebergs herrgård är en herrgårdsbyggnad i Åmmeberg, nära sjöarna Åmmelången och Vättern i Askersunds kommun.
Åmmeberg köptes år 1857 av det belgiska företaget Vieille Montagne.
Den första herrgårdsbyggnaden i Åmmeberg uppfördes under 1700-talets första hälft av Claes Prytz som var en hemkommen karolin.
Den byggnaden revs i samband med att den nuvarande mangårdsbyggnaden stod färdig 1917. Arkitekt var Ivar Tengbom och huset uppfördes som direktörsbostad åt Vieille Montagne och familjen Torell. 
Herrgården köptes 1985 av makarna Jan Mårtenson och Ingrid Giertz-Mårtenson.